# Nanaga elegans
Nanaga elegans är en skalbaggsart som beskrevs av Louis Albert Péringuey 1902. Nanaga elegans ingår i släktet Nanaga och familjen Melolonthidae. Inga underarter finns listade i Catalogue of Life.